# إثارات رخيصة
اثارات رخيصة بالإنجليزية (cheap thrills) هو فلم أمريكي رعب واثارة وكوميديا سوداء اصدر سنة 2013 من إخراج «كاتز» وتاليف «ديفيد تشيرشيريلو» و«ترينت هاج».

## القصة
يحكي الفلم قصة رجل تم طرده من وظيفته ذات الأجور المنخفضة وفي المساء يتوجه إلى حانة محلية ليلية فيلتقي بصديق قديم لم يراه مند عدة سنوات وفجاة يظهر رجل من طبقة الاثرياء ومعه زوجته الغامضة ويقترح عليهما سلسلة من التحديات الصعبة والمؤلمة مقابل المال على مدار الليلة ومع كل تحد يرتفع اجر المال فيظطران إلى قبول هدا التحدي بسبب وضعيتهم المادية.

## عن الفلم
الفلم من بطولة: بات هيلي وايثان امبري وسارة باكستون.
اللغة: الإنجليزية.
تم تقييم الفلم على موقع IMDB ب 6,8/10  وحصل على موقع Rotten Tomatoes بنسبة 89% 

## وصلات خارجية
- الموقع الرسمي
 – Drafthouse Films
- إثارات رخيصة على موقع IMDb (الإنجليزية)
- إثارات رخيصة على موقع ميتاكريتيك (الإنجليزية)
- إثارات رخيصة على موقع روتن توميتوز (الإنجليزية)
- إثارات رخيصة على موقع نتفليكس (الإنجليزية)
- إثارات رخيصة على موقع ألو سيني (الفرنسية)
- إثارات رخيصة على موقع بوكس أوفيس موجو (الإنجليزية)
- إثارات رخيصة على موقع فيلمافينيتي (الإسبانية)
- إثارات رخيصة على موقع قاعدة بيانات الفيلم (الإنجليزية)
- إثارات رخيصة على موقع ليتربوكسد (الإنجليزية)
- إثارات رخيصة على موقع كينوبويسك (الروسية)
- Cheap Thrills  على فيسبوك.